# 斯皮里宗·路易斯
斯皮里宗·路易斯（希臘語：Σπυρίδων Λούης，羅馬化：Spyridon Louis，1873年1月12日—1940年3月26日），希臘男子田径运动员。他是第一屆夏季奧林匹克運動會馬拉松冠軍，以2小時58分50秒完成比赛。

## 外部連結
- 斯皮里宗·路易斯在国际奥林匹克委员会的资料